# Gottfried I. (Habsburg-Laufenburg)
Gottfried I. (Habsburg-Laufenburg) (* vor 1239; † September 1271 in der »Heimat«) war Graf von Habsburg-Laufenburg und nannte sich selbst Graf im Zürichgau.

## Leben
Gottfried I. war der zweitälteste von den fünf Söhnen des Grafen Rudolf III. des Schweigsamen, er zog 1242 gegen seinen Vetter Rudolf IV., den späteren König (I.) in eine blutige Fehde, und zerstörte dessen Besitzungen in Brugg und Habsburg, nachdem zuvor Laufenburg und Umgebung von diesem heimgesucht worden war.
Nachdem 1249 sein Vater verstorben war, bildete sich wieder ein besseres Familienverhältnis heraus, die fünf Brüder einigten sich und überließen dem energischen Gottfried I. die Führung. Der älteste, Werner, verstarb früh (vor  Sommer 1253), der jüngere Rudolf wurde Kirchenmann und Bischof von Konstanz (als II.), der folgende Otto war ein Deutschordensritter.
Gottfried I. führte nun das Haus Laufenburg allein, er wurde nach einer Aussöhnung zu einem treuen Waffengefährten seines Vetters König Rudolf. 1261 zog er mit ihm in der Fehde gegen Walter von Geroldseck, Bischof von Straßburg (1260–1262) in das Elsass. Im eroberten Colmar besuchte er dann öfters im Kloster Unterlinden die Nonne Hedwig aus seiner Heimatstadt Laufenburg um bei ihr geistigen Beistand zu finden, beschrieben wurde dies von Katharina von Gebersweiler im 36. Kapitel des Schwesternbuchs: Vitae primarum sororum de Subtilia in Columbaria.
1265 kämpfte er mit Rudolf in Freiburg im Üechtland gegen Graf Peter II. von Savoyen (1263–1267) und die Stadt Bern um das kyburgische Erbe für Habsburg zu behaupten.
Der jüngste Bruder Eberhard vermählte sich dann 1273 mit der Erbtochter Anna von Kyburg, deren Vormund Rudolf, Gottfried und Hugo von Werdenberg gewesen waren, und begründete damit die Linie Neu-Kyburg.
1271 befand er sich im Heer Ottokars von Böhmen gegen den Ungarnkönig Stephan V., hier wurde er schwer verwundet, kam noch in seine Heimat zurück, wo er im September 1271 verstarb. Vorteile hatte er keine errungen, und nach seinem Tod brach die Rivalität zwischen den beiden Häusern wieder aus. Von Vorteil war dies für König Rudolf, der den Machtbereich beidseitig des Rheins ausbauen konnte.

## Ehe und Nachkommen
Gottfried war verheiratet mit Adelheid von Freiburg, Tochter des Egino V. (Urach), ihre Geschwister waren u. a.
Heinrich I. (Fürstenberg) und Konrad I. (Freiburg). Sie hinterließen zwei minderjährige Söhne:
- Rudolf (III. Graf Habsburg-Laufenburg)  (* 1270; † 1314), ab 1288 regierender Landgraf im Klettgau
- Gottfried († 1271)